# Teya Wright
Teya Wright (geboren am 16. Mai 1989  in Paterson, New Jersey) ist eine US-amerikanische Basketballspielerin.

## Leben
Sie verfügt über einen Bachelorabschluss in Betriebswirtschaft. Sie ist ehrenamtlich für die Unterstützung von Jugendlichen durch sportliche Aktivitäten bei der Organisation 4th and Inches Foundation engagiert.

## Basketball
Wright spielte für die Paterson Eastside (N.J.) High School und danach für die University of Massachusetts. Im Jahr 2012 wechselte sie zum deutschen Erstligisten Herner TC, wo sie auf der Position des Centers spielt. Den größten Erfolg feierte sie in der Saison 2014/2015, als sie mit Herne in der Bundesligasaison hinter dem ungeschlagenen Serienmeister TSV 1880 Wasserburg den zweiten Platz belegte und mit 365 Punkten und 191 Rebounds in 24 Spielen jeweils den Bestwert in ihrem Team erreichte.